# Якоб Моренга
Якоб Моренга (Маренго) (1875 — 20 вересня 1907) — один з очільників повстання проти німецьких колонізаторів.

## Життєпис
Син представника племені гереро й представниці племені нама. Народився 1875 року. Дитиною разом з німецьким місіонером 1,5 роки перебував у Європі. вільно оволодів німецькою і англійською мовою, африкаансом. Замолоду працював на мідних копальня Укіп в Капській колонії.
1903 року повернувся на батьківщину, де став одним з очільників повстання бондельсвартів (група племені орлам-нама). За миром в Калкофонтайн повинен був виданий німцям. Проте втік й сховався на горі Карас. За нього оголошено було нагороду в 1 тис. рейхсмарок. Втім Моренго втік до британським володінь.
На початку липня 1904 року Моренга повернувся до Німецької Південно-Західної Африки, де на півдні захоплював зброю та їжу шляхом набігів на бурів та німців. 30 серпня у сутичці біля Кучанасу, маючи 11 вояків переміг німецький загін у 30 солдатів на чолі із лейтенантом фон Штемпелем. Це підняло престиж Моренги, який до вересня вже мав 150 вояків.
Він намагався об'єднати гереро й нама у війні проти німецької адміністрації. В його планах було відірвати землі цих племен й перейти під владу Великої Британії.
У жовтні 1904 року діяв спільно з Хендріком Вітбуї. Водночас повстання гереро в центральній частині на чолі із Самуелем Магареро зазнало поразки. Напочатку 1905 року завдав німцям поразки у битві біля Гартбестмунда. Потім діяв партизанськими методами, змусивши супротивника через брак постачання припинити бойові дії.
У березні 1906 року німецькі війська почали новий наступ на Моренгу. 1 травня 1906 року він вимушений був відступити на британську територію, отаборившись неподалік від кордону. Проте німецький загін Беха їх атакував 4 травня, завдавши поразки. Поранений Моренга ледве врятувався. Втім британці його також стали шукати. Зрештою 7 травня Моренга здався останнім.
Моренга звернувся до британців з проханням про політичний притулок, але був інтернований майже на 1 рік. разом з тим британський уряд відхилили прохання з Німеччини про екстрадицію. наприкінці 1906 року на прохання німців британський губернатор відклав звільнення Моренги на півроку.
Звільнився у червні 1907 року, ставши збирати біля кордону своїх прихильників, що занепокоїло німецьку колоніальну адміністрацію. Кайзер Вільгельм II наказав встановити нагороду за мертвого Моренгу у 20 тис. марок та винищити його загін. В свою чергу Моренга рушив на з'єднання з Саймоном Купером, але його на височині біля Еензаамгейду перестрів британський загін майора Еліота та німецький колоніальний підрозділ. Після 3-годинної перестрілки Моренга й оточуюючі загинули.